# Dun Leccamore
Dun Leccamore liegt auf der höchsten Klippe der Schieferinsel Luing, etwa 1,5 km nördlich von Toberonochy. Die zu den Inneren Hebriden gehörende Insel liegt in Argyll and Bute in Schottland. 
Das gut erhaltene Dun wurde zwischen 1891 und 1893 durch A. MacNaughton teilweise ausgegraben. Es zeigt viele charakteristische Eigenschaften seiner Denkmalart. Die Mauer von 4,1 bis 4,9 m Stärke umschließt ein ovales Gebiet von etwa 19,8 × 12,8 m. Die Mauer ist stellenweise noch in acht Steinschichten, bis in eine Höhe von etwa drei Metern erhalten. 
Erstaunlicherweise gibt es jedoch zwei Zugänge. Im Südwesten sieht man im 1,7 m breiten Eingang den Pfosten, gegen den die Tür angeschlagen wurde und das 0,9 m tiefe Loch, in das der Riegel gestellt wurde, wenn die Tür offen war. Der Türpfosten der Südwestseite ist eine Schieferplatte, die 15 Cup-and-Ring-Markierungen mit bis zu 2,5 cm Tiefe und 3,8 bis 7,6 cm Durchmesser trägt. Der 1,5 m breite Eingang im Nordosten hat keine Türpfosten mehr, aber es gibt eine so genannte Wächterzelle (englisch guard-cell) und eine Anzahl von Stufen, die auf die Mauer führen. Das Dun wird durch einen Außenwall und zwei aus dem Fels gearbeitete Gräben, die als Steinbruch gedient haben, umgeben. 